# Notación de Van der Waerden
En física teórica, la notación de Van der Waerden se refiere al uso de espinores de dos componentes (según la ecuación de Weyl) en las cuatro dimensiones del espacio-tiempo. Es un procedimiento estándar en la teoría de twistores y de la supersimetría. Lleva el nombre del matemático neerlandés Bartel Leendert van der Waerden (1903-1996).

## Índices con punto
Índices sin punto (índices quirales)
Los espinores con índices sin punto más bajos tienen quiralidad a izquierdas y se denominan índices quirales.
{\displaystyle \Sigma _{\mathrm {left} }={\begin{pmatrix}\psi _{\alpha }\\0\end{pmatrix}}}
Índices con punto (índices antiquirales)
Los espinores con índices de puntos elevados, más una barra superior en el símbolo (no en el índice), son a derechas y se denominan índices antiquirales.
{\displaystyle \Sigma _{\mathrm {right} }={\begin{pmatrix}0\\{\bar {\chi }}^{\dot {\alpha }}\\\end{pmatrix}}}
Sin los índices, es decir. usando una "notación libre de índice", se conserva una barra superior en el espinor a derechas, ya que surge ambigüedad entre la quiralidad cuando no se indica ningún índice.

## Índices con guion superior
Los índices con un guion superior se denominan índices de Dirac y son el conjunto de índices con punto y sin punto, o quirales y antiquirales. Por ejemplo, si
{\displaystyle \alpha =1,2\,,{\dot {\alpha }}={\dot {1}},{\dot {2}}}
entonces un espinor en la base quiral se representa como
{\displaystyle \Sigma _{\hat {\alpha }}={\begin{pmatrix}\psi _{\alpha }\\{\bar {\chi }}^{\dot {\alpha }}\\\end{pmatrix}}}
donde
{\displaystyle {\hat {\alpha }}=(\alpha ,{\dot {\alpha }})=1,2,{\dot {1}},{\dot {2}}}
En esta notación, el adjunto de Dirac (también llamado conjugado de Dirac) es
{\displaystyle \Sigma ^{\hat {\alpha }}={\begin{pmatrix}\chi ^{\alpha }&{\bar {\psi }}_{\dot {\alpha }}\end{pmatrix}}}